# Alteichen bei Christiansberg
Alteichen bei Christiansberg este o arie protejată (arie specială de conservare — SAC, sit de importanță comunitară — SCI) din Germania întinsă pe o suprafață de 31 ha, integral pe uscat.

## Localizare
Centrul sitului Alteichen bei Christiansberg este situat la coordonatele 53°41′23″N 14°10′10″E / 53.6897°N 14.1694°E.

## Înființare
Situl Alteichen bei Christiansberg a fost declarat sit de importanță comunitară în aprilie 2004 pentru a proteja 1 specie de animale. Situl a fost protejat și ca arie specială de conservare în august 2016.

## Biodiversitate
Situată în ecoregiunea continentală, aria protejată conține 1 habitat natural: Păduri de fag Luzulo-Fagetum.
La baza desemnării sitului se află o specie protejată de  nevertebrate: Osmoderma eremita